# Death by Sexy
| Оценки критиков | Оценки критиков                                                          |
| Источник        | Оценка                                                                   |
| --------------- | ------------------------------------------------------------------------ |
| Allmusic        | [ 1 ]                                                                    |
| Pitchfork Media | (7.3/10)                                                                 |
| PopMatters      | [ 2 ]                                                                    |
| Rolling Stone   | [ 3 ]                                                                    |
| Spin            | [ 4 ]                                                                    |
| The Guardian    | [ 5 ]                                                                    |
| Uncut           | 4 из 5 звёзд · 4 из 5 звёзд · 4 из 5 звёзд · 4 из 5 звёзд · 4 из 5 звёзд |

Death by Sexy (в пер. с англ. Гибель секси) — второй студийный альбом американской рок-группы Eagles of Death Metal, выпущенный 11 апреля 2006 года лейблом Downtown Records.

## Мнения критиков
Death by Sexy получил в основном положительные отзывы музыкальных обозревателей. На американском веб-агрегаторе Metacritic диск имеет рейтинг 72 из 100. В обзорах от Uncut и Allmusic альбом был оценён в 4 звезды из 5; редактор Allmusic Хизер Фейрес назвала Death by Sexy «настоящей дрянной потехой». Схожее мнение было высказано в рецензии от журнала Rolling Stone, но также было добавлено, что звучание пластинки сексуальное и «весьма подходит для стриптиз-клубов» . В то же время некоторые эксперты оставили менее лестные отзывы, например в газете The Guardian стилистика альбома была описана, как «звучание Electric Six, если бы они пили холодную воду вместо водки».

## Список композиций
| №                   | Название                                | Длительность |
| ------------------- | --------------------------------------- | ------------ |
| 1.                  | «I Want You So Hard (Boy’s Bad News)»   | 2:21         |
| 2.                  | «I Gotta Feeling (Just Nineteen)»       | 3:30         |
| 3.                  | «Cherry Cola»                           | 3:17         |
| 4.                  | «I Like to Move in the Night»           | 3:59         |
| 5.                  | «Solid Gold»                            | 4:20         |
| 6.                  | «Don’t Speak (I Came to Make a BANG!)»  | 2:47         |
| 7.                  | «Keep Your Head Up»                     | 2:27         |
| 8.                  | «The Ballad of Queen Bee and Baby Duck» | 1:59         |
| 9.                  | «Poor Doggie»                           | 3:16         |
| 10.                 | «Chase the Devil»                       | 3:02         |
| 11.                 | «Eagles Goth»                           | 1:59         |
| 12.                 | «Shasta Beast»                          | 2:26         |
| 13.                 | «Bag O’ Miracles»                       | 2:19         |
| Общая длительность: | Общая длительность:                     | 38:48        |

| №  | Название       | Длительность |
| -- | -------------- | ------------ |
| 1. | «Nasty Notion» | 2:19         |

## Участники записи
- Джесси Хьюз — основной вокал, электрогитара, акустическая гитара в «Solid Gold» и перкуссия в 	«Bag O’ Miracles»
- Джош Хомме — барабаны, бэк-вокал, синтезатор в «I Want You So Hard», бас-гитара, кроме «Eagles Goth», «Don’t Speak» и «I Gotta Feeling», электрогитара в «Solid Gold» и «Eagles Goth», соло-гитара в «Cherry Cola»
- Джоуи Кастильо — барабаны в «I Want You So Hard», «Shasta Beast» и «Chase the Devil», перкуссия «Solid Gold»
- Дэвид Кэтчинг — соло-гитара в «I Like to Move in the Night» и «Don’t Speak»
- Брайан О’Коннор — бэк-вокал в «I Want You So Hard» и «Poor Doggie», бас-гитара «I Gotta Feeling», «I Like to Move in the Night», «Don’t Speak» и «Eagles Goth»
- Трой Ван Левен — пианино в «I Like to Move in the Night», бэк-вокал в «Poor Doggie»
- Броди Даль – бэк-вокал в «I Gotta Feeling», «I Like to Move in the Night», «Cherry Cola», «The Ballad of Queen Bee and Baby Duck» и «Poor Doggie»
- Марк Ланеган — бэк-вокал «I Gotta Feeling», «I Like to Move in the Night» и «Poor Doggie»
- Лиам Линч — бэк-вокал в «I Like to Move in the Night», «The Ballad of Queen Bee and Baby Duck» и «Poor Doggie»
- Венди Рэй Фаулер — бэк-вокал в «I Like to Move in the Night» и «The Ballad of Queen Bee and Baby Duck»
- Джек Блэк — бэк-вокал в «I Want You So Hard» и «Don’t Speak»[8]

## Позиции в чартах
| Чарт (2006)            | Высшая позиция |
| ---------------------- | -------------- |
| ARIA Charts            | 51             |
| Ultratop 50            | 98             |
| Media Control Charts   | 89             |
| SNEP                   | 169            |
| UK Albums Chart        | 108            |
| Top Independent Albums | 11             |
| Billboard 200          | 113            |